# Калинчук, Валерий Владимирович
Валерий Владимирович Калинчук (род. 27 апреля 1949 года, Винница, УССР, СССР) — советский и российский учёный-механик, специалист в области теоретической и прикладной механики, член-корреспондент РАН (2019).

## Биография
Родился 27 апреля 1949 года в Виннице, УССР.
В 1971 году окончил механико-математический факультет Ростовского государственного университета, затем прошел обучение в аспирантуре там же и которую окончил в 1974 году, защитив кандидатскую диссертацию.
С 1974 года — работал в НИИ механики и прикладной математики РГУ, пройдя путь от младшего научного сотрудника до заведующего отделом волновых процессов.
В 2000 году — защитил докторскую диссертацию.
С 2002 года — профессор кафедры алгебры и дискретной математики механико-математического факультета Южного федерального университета. Профессор кафедры алгебры и дискретной математики факультета математики, механики и компьютерных наук ЮФУ.
В 2019 году — избран член-корреспондентом РАН.
В настоящее время — заведующий лабораторией динамики неоднородных структур, отделом механики, математики и нанотехнологий, член Учёного совета и Президиума Южного научного центра РАН.

## Научная деятельность
Специалист в области механики и контактного взаимодействия неоднородных сред и динамики макро-, микро и наноразмерных неоднородных структур.
Ведет исследования в областях:
- теория волновых процессов в неоднородных средах со сложными физическими и механическими свойствами, взаимодействие волновых волей с поверхностными и заглубленными объектами;
- математические проблемы, связанные с исследованием динамических смешанных задач теории упругости, электроупругости и математической физики для полуограниченных областей;
- физические и механические явления, возникающие при контактном взаимодействии упругих и электроупругих полуограниченных структурно-неоднородных тел;
- математические проблемы динамики структурно неоднородных, функционально градиентных предварительно напряженных тел.

Автор (соавтор) 6 монографий и более 300 научных работ, в числе которых 2 патента на изобретения, 32 свидетельства государственной регистрации программ для ЭВМ.
Под его руководством защищено 5 кандидатских диссертаций.